# Farinococcus multispinosus
Farinococcus multispinosus är en insektsart som beskrevs av Morrison 1922. Farinococcus multispinosus ingår i släktet Farinococcus och familjen ullsköldlöss. Inga underarter finns listade i Catalogue of Life.